# Tenggilis Mejoyo
Tenggilis Mejoyo é um kecamatan (subdistrito) da cidade de Surabaia, na Província Java Oriental, Indonésia.

## Keluharan
Tenggilis Mejoyo possui 5 keluharan:
- Tenggilis Mejoyo
- Prapen
- Panjangjiwo
- Kendangsari
- Kutisari